# Carne gobernada

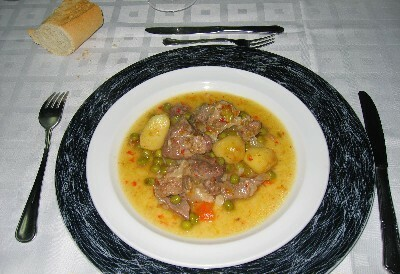
Carne gobernada, en la Sociedad Gastronómica El Rinconín, de Oviedo.

La carne gobernada es un plato tradicional de la Cocina asturiana (concretamente de la comarca cercana a Oviedo).
Se trata de un plato de carne de vaca que se elabora muy lentamente (el control del fuego es parte esencial en su elaboración). Hoy en día es poco frecuente encontrar este plato, en su lugar se tiene en los restaurantes un simple plato de 'carne guisada', ya que suele emplear menos tiempo su elaboración. Es un plato que se sirve caliente.

## Características
Se menciona de forma popular que la razón por la que recibe el nombre de "carne gobernada" se debe principalmente a que se elabora con carne de vaca (o buey) picada en trozos y se denomina al "buen gobierno", es decir que se cocina con cariño y cuidado (sin importar el tiempo), es decir que se dore bien en la sartén (en la época de las cocinas de carbón esta era una aventura, de ahí el nombre). Para su elaboración se procura quitar de la carne magra todo resto de nervios y partes desagradables y después se deja cocer con los jugos de las verduras y del vino blanco, hasta lograr el dorado de la carne.